# Øyskjegg
Los Øyskjegg (del nórdico antiguo, barbudos de las islas) también  Eyjarskeggjar eran guerreros hiberno-nórdicos, los últimos vikingos de finales del siglo XII procedentes de las Orcadas y Shetland. En 1193, durante el gobierno del jarl de las Orcadas, Harald Maddadsson, estalló en el archipiélago una rebelión contra el rey Sverre I de Noruega y en ese contexto surgieron los Øyskjegg que apoyaban al pretendiente Sigurd Magnusson, hijo ilegítimo de Magnus V. Los guerreros estaban comandados por el caudillo Olaf Jarlsmåg, cuñado de Maddadson que se unió a Hallkjell Jonsson, yerno de Erling Skakke y también cuñado del rey Magnus V, quien tomó el papel de jefe militar de facto. Jonsson reclutó a las tropas en las Orcadas y Shetland y en la primavera de 1193, los Øyskjegg navegaron hasta Noruega, se apoderaron y establecieron en Viken. Allí se les unió Sigurd Erlingsson en otoño, tío del pretendiente al trono.
La existencia de los Øyskjegg fue efímera, el grueso del ejército encontró su fin el 3 de abril de 1194, cuando las flotas de ambos bandos se enfrentaron en la batalla de Florvåg frente Askøy, una isla al norte de Bergen, donde tuvo lugar una cruenta batalla que ganó el rey Sverre con sus veteranos birkebeiner al mando de Haakon el Loco, pero con un altísimo coste de vidas (unos 2.500 soldados fallecieron en la contienda).
Sverre pensó que la complicidad de Harald Maddadson en la revuelta era manifiesta y se apoderó de Shetland, cuyo dominio pasó a Noruega. Maddadson nunca volvería a recuperar el dominio de las islas, de hecho Shetland sería territorio noruego durante los siguientes 200 años.